# Hubert van Rossum

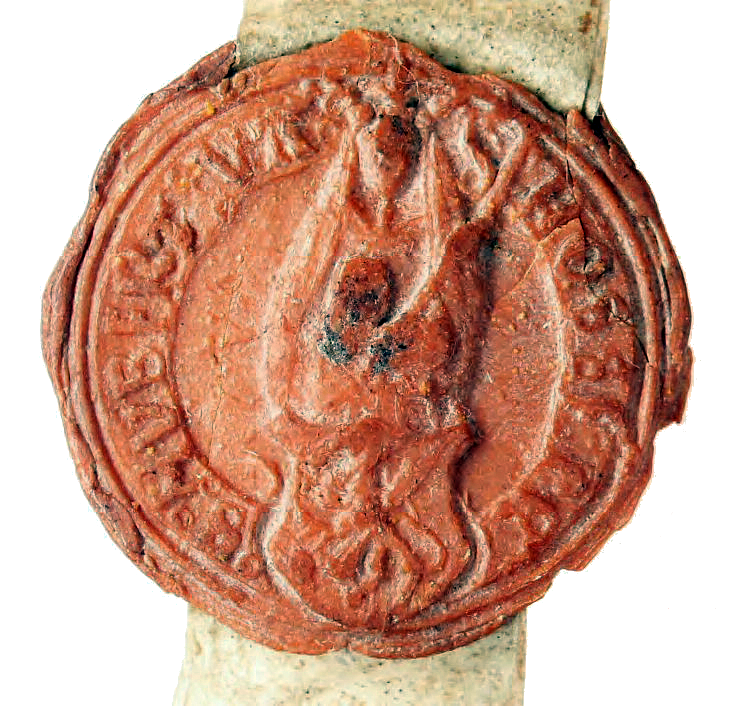
Zegel van Hubert van Rossum uit 1527 in de collectie van het Gelders Archief

Hubert van Rossum (ook Hubert of Huibert van Rossem of van Roshem genoemd), werd geboren in Groningen, waarschijnlijk in de tweede helft van de vijftiende eeuw. Hij was een jurist, clericus en later in zijn leven kanselier van Friesland en van het hertogdom Gelre. Tijdens de Fries-Hollandse oorlogen gaf hij leiding aan een deel van de Gelders-Friese troepen. 

## Biografie

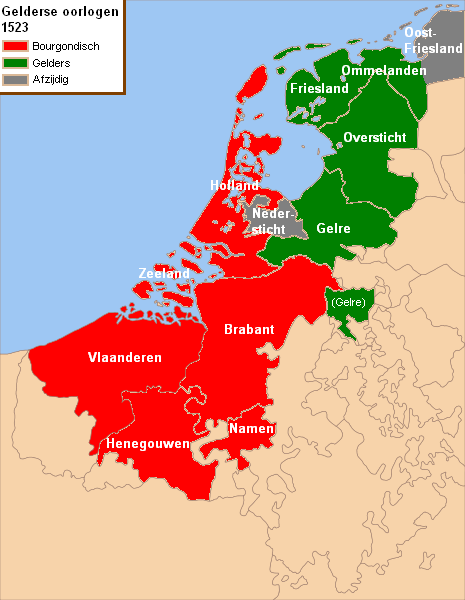
De Nederlanden in 1523, tijdens de laatste Fries-Hollandse oorlogen

Het is onbekend wáár in Groningen Hubert van Rossum werd geboren. Hij zou de zoon van een boogmaker zijn geweest. Van Rossum begon zijn studietijd in de stad Keulen, waarna hij aan een Italiaanse universiteit een doctorsbul in de rechtswetenschap haalde. Vóór 1517 werd hij aangesteld als pastoor van de Drentse plaats Peize. In 1517 werd Hubert van Rossum kanselier van Friesland, benoemd door hertog Karel van Gelre, om stadhouder Hendrik de Groiff ter zijde te staan. De Gelderse hertog benoemde Hubert van Rossum tevens tot kanselier van het hertogdom Gelre en hij rekende hem tot zijn belangrijkste raadgevers. Tijdens de laatste Fries-Hollandse oorlog had de kanselier, die naast geleerde ook bedreven in de wapens was, een leidende rol in de strijd tegen Keizer Karel V. In Friesland trok hij op met de Gelderse strijders in de Arumer Zwarte Hoop, maar zowel Grote Pier als Grote Wierd, leiders van de Friese strijders in de Arumer Zwarte Hoop, moesten niks van hem hebben. In november 1523, bij het beleg van Sloten, werd Hubert van Rossum opgepakt door Jan II van Wassenaer en Georg Schenck van Toutenburg. Hij werd voor berechting afgevoerd naar Den Haag en belandde in een cel van de Gevangenpoort. Omdat hij naast kanselier ook priester was, werd hij niet terechtgesteld. Hij zou zijn verdere leven moeten slijten als gevangene in het kasteel te Rupelmonde. Net als van zijn geboorte is niet bekend wanneer hij precies overleed, maar het moet na 1527 zijn geweest, toen hij nog een document zegelde.

## Verwantschap met Maarten van Rossum
Volgens eigen zeggen was Hubert van Rossum familie van de Gelderse veldheer Maarten van Rossum. De Friese politicus Jancko Douwama, een zelfverklaarde vijand van Hubert van Rossum, probeerde hem in een kwaad daglicht te stellen, door hem in zijn “Boeck der Partijen” te beschuldigen van het aannemen van de achternaam en het familiewapen van veldheer Maarten van Rossum, nadat de laatste in 1518 tot stadhouder van Friesland werd aangesteld. Deze beschuldiging zou eeuwenlang in boeken terug te vinden zijn. Maarten van Rossum was echter in juli 1518 aangesteld als nieuwe stadhouder, terwijl Hubert van Rossum in november van het jaar ervoor in een akte voorkomt met dezelfde achternaam. De verwantschap op zich, van de twee naamgenoten, stond evenwel voor Douwama niet ter discussie. Hij schreef dat Hubert van Rossum via zijn moeder familie was van de veldheer. En hij citeert in hetzelfde boek een uitspraak van Hubert van Rossum, waarbij hij in aanwezigheid van Maarten van Rossum, naar hem verwees als „mijn newe“, ofwel: „mijn neef“. Als belangrijke raadgevers en bestuurders van de hertog ontmoetten ze elkaar regelmatig aan diens hof. Ze gingen bij gelegenheid samen op reis en traden gezamenlijk op in akten.